# Лумку-Корань
Лумку́-Кора́нь — железнодорожная станция в Смидовичском районе Еврейской автономной области России.
Своё название получила от сопки Лумку-Корань, возвышающейся над местностью.

## География
Станция Лумку-Корань стоит в долине рек Урми и Тунгуска, до правого берега Урми около 8 км, до правого берега Тунгуски около 10 км.
Станция Лумку-Корань расположена на автотрассе Чита — Хабаровск, рядом проходит Транссибирская магистраль.
Расстояние до административного центра сельского поселения села Волочаевка-1 (на восток по автотрассе Чита — Хабаровск) около 13 км, расстояние до районного центра пос. Смидович около 41 км (на запад по автотрассе Чита — Хабаровск).

## Население
| 2002 | 2010 |
| ---- | ---- |
| 0    | →0   |

## Инфраструктура
- Остановочный пункт электропоезда.